# 高知県公営企業局
高知県公営企業局（こうちけんこうえいきぎょうきょく）は、高知県の地方公営企業である。高知県内で、電気事業、工業用水道事業、病院事業を行っている。

## 事業

### 電気事業
以下の水力発電所及び風力発電所を所有している。
- 永瀬発電所(水力発電所)
- 吉野発電所(水力発電所)
- 杉田発電所(水力発電所)
- 野市風力発電所
- 大豊風力発電所
- 甫喜ヶ峰風力発電所

### 工業用水道事業
高知市及び香南市に工業用水を給水している。
- 鏡川工業用水道
- 香南工業用水道

### 病院事業
- 高知県立あき総合病院
- 高知県立幡多けんみん病院